# 나디르 샤

나디르 샤

나디르 샤 아프샤르, 일명 나디르 샤(페르시아어: نادرشاه افشار; 생몰년: 1688년 11월 22일 ~ 1747년 6월 20일, 재위기간: 1736년 ~ 1747년)는 아프샤르 제국의 창시자이자 페르시아 역사상 가장 강력했던 군주 중 한명으로서, 사파비 왕조로부터 권력을 탈취한 1736년부터 군중 반란으로 암살당한 1747년까지 페르시아의 샤한샤였다. 군재가 뛰어나 중동, 카프카스, 중앙아시아, 남아시아 전역에서 수많은 전쟁을 벌여 대부분 승리를 거두었다. 일부 사가들은 그를 '페르시아의 나폴레옹', '페르시아의 검', 또는 '제2의 알렉산드로스'라고 묘사하기도 했다. 나디르 샤는 사파비 제국의 창건에 기여한 키질바시 7부족 가운데 하나인 아프샤르족 출신이었다. 
당시 이란은 사파비 왕조의 쇠퇴와 함께 아프간과 오스만, 러시아 등 외세의 침입으로 인해 혼란에 빠져 있었다. 이러한 상황에서 나디르 샤는 분열된 이란을 재통일하고 외세의 침입에 적극적으로 대응하여 권력을 잡았다. 1736년, 그는 200년 넘게 이란을 통치해 온 사파비 왕조를 폐지하고 스스로 이란의 샤한샤로 즉위하였다. 그런 다음에 나디르 샤는 주변 지역을 대상으로 활발한 정복 활동을 펼쳐 옛 사산 제국에 버금가는 대제국을 건설하였다. 그의 제국은 잠시동안이지만 세계에서 가장 강력한 제국이었다.
그의 우상은 이전 중앙아시아의 대정복군주였던 칭기즈 칸과 티무르였다. 확실히 그의 통치는 전임자들의 그것과 매우 닮아 있었는데, 특히 자신에게 반항하는 적들에게는 무자비하고 잔혹한 태도를 보여준다는 것이 공통점이었다. 그렇지만 계속되는 전쟁으로 제국의 경제는 피폐해졌고, 전쟁에서의 인명 손실이 심각해지자 민심이 이반되었다. 1747년, 결국 군중에서 반란이 일어나 나디르 샤는 암살당하였다. 그의 사후 아프샤르 제국은 급속히 무너졌고 페르시아는 다시 한번 내전을 겪어야 했다. 그의 손자 샤로흐 샤는 아프샤르 왕조에서 마지막으로 집권한 인물로, 1796년에 카자르 왕조를 개창한 아가 모하마드 샤에게 폐위된 뒤 사망하였다.
나디르 샤는 때때로 "마지막으로 위대했던 아시아의 군사 정복자"로 묘사되기도 했다.

## 같이 보기
- 나디르 샤의 전쟁과 원정
- 아프샤르 제국
- 이란의 역사